# Rumäniens ekonomi
Denna artikel behandlar Rumäniens ekonomi. De ekonomiska förhållanden i Rumänien påverkas av landets inrikespolitik och dess relationer till omvärlden.

## Kungariket Rumänien
De medeltida rikena Moldova och Valakiet blev på 1500-talet en del av Osmanska riket, inom vars gränser de 1862 förenades till Rumänien, som 1878 vann sin självständighet. Efter första världskriget avskildes Transsylvanien från Österrike-Ungern och blev en del av kungariket Rumänien. Jordbruket var landets huvudnäring före första världskriget. Den uppodlade arealen var 6,3 miljoner hektar 1914, varav 81,4 % användes till spannmål, ungefär hälften vete och majs. Av frukter odlades plommon på 78.000 hektar. Industrin kom igång sent. Före första världskriget rörde det sig mest om kvarnar, sågverk samt olje- och sockerraffinaderier.
Rumänien är rikt på malm, saltgruvor och olja. Åren före första världskriget utvanns 100.000 ton salt årligen. Oljeutvinningen var igång tidigt, men fick hård konkurrens från USA under 1870-talet. Tack vare förbättrade metoder och lagstiftning kunde den återhämta sig under början av 1900-talet. År 1900 utvanns 250.000 ton, vilket 1912 hade ökat till 1,8 miljoner ton. År 1937 producerade Rumänien 7,2 miljoner ton olja, vilket gjorde landet till tvåa i Europa och sjua i världen. Oljan var en strategisk och av landets fiender eftertraktad tillgång under både första och andra världskriget.

## Ekonomin 1945–1989

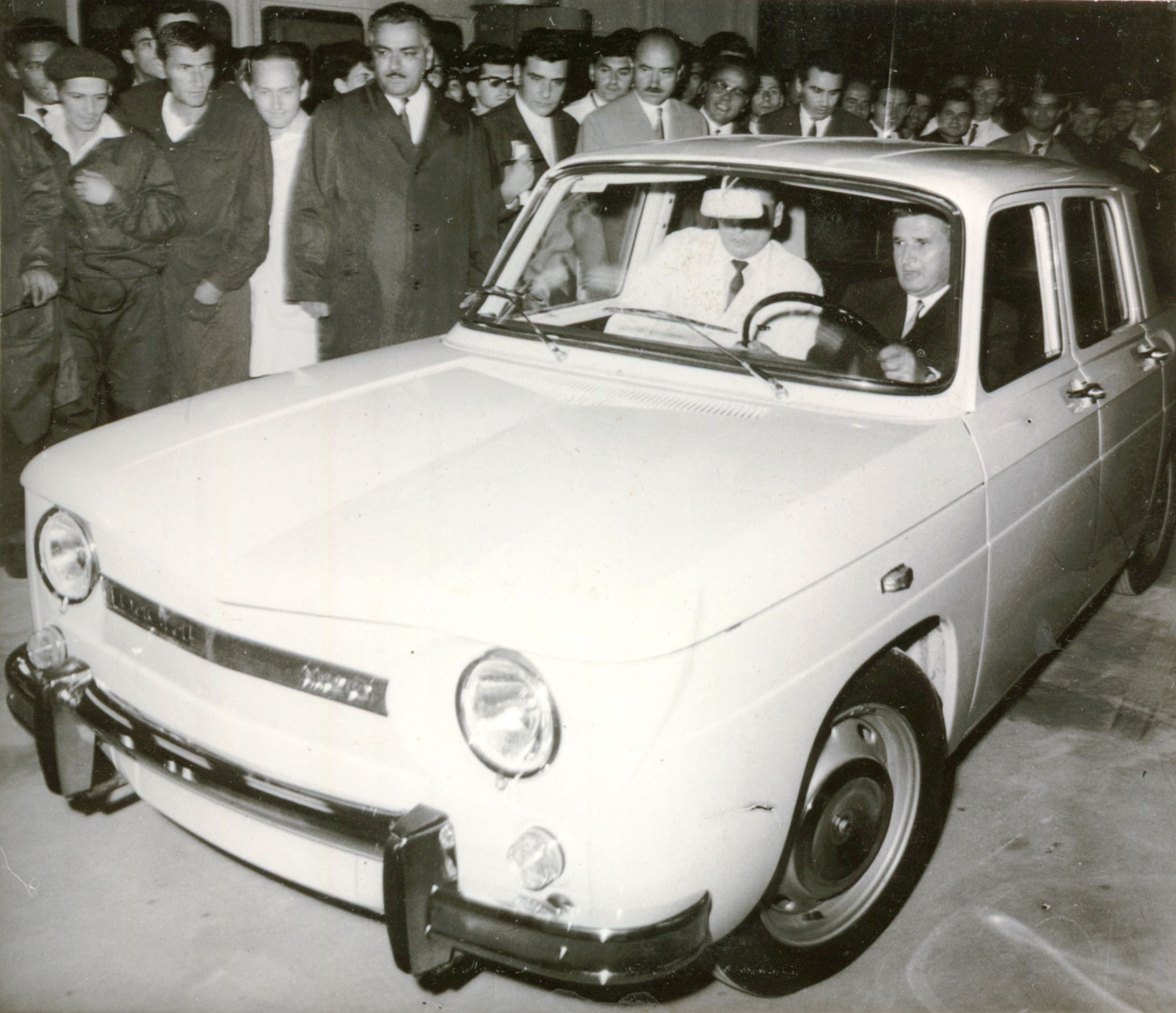
Nicolae Ceaușescu kör den första Dacia-bilen, en Dacia 1100, i augusti 1968

Efter andra världskriget hamnade Rumänien under sovjetisk kontroll och blev en kommunistisk enpartistat fram till den rumänska revolutionen i december 1989. Långt in på 1900-talet var Rumänien fortfarande ett utpräglat jordbruksland. I slutet av 1950-talet frigjorde man sig från det ekonomiska beroendet av Sovjet. Den tunga industrin prioriterades och en stor del av landets inkomster gick till investeringar. Industriproduktionen ökade kraftigt på 1960-talet och det var år av hög ekonomisk tillväxt, det fanns gott om råvaror, jobb, butiker och moderna fabriker. Bland annat etablerades biltillverkning (Dacia) på 1960-talet. Men det som tillverkades höll inte den kvalitet som krävdes för att kunna konkurrera på världsmarknaden. 
Under Ceausescus tid vid makten blev planekonomin ett våldsamt resursslöseri, och korruptionen och den ekonomiska brottsligheten var skyhög. Ceausescu gjorde bara en ensidig satsning på den tunga industrin som gjorde att den privata konsumtionen fick stå tillbaka och jordbrukets tillväxt hämmades. Under 1970-talet hade regimen stora lån från väst och på 1980-talet bestämde man att hela utlandsskulden skulle vara avbetald till år 1990. Det blev ett system där aborter var olagliga för att säkra tillgången på arbetskraft. Men omkring 1982 exporterades hela jordbruksproduktionen sammanlagt 10 miljarder dollar, i Rumänien gapade snabbköpens hyllor tomma. Antalet rumäner som levde under fattigdomsgränsen var ca 6 % och arbetslösheten var låg och det var tillräckliga löner men bristen på råvaror/baslivsmedel på grund av elransoneringen gjorde ändå situationen desperat eftersom familjer födde fler barn än vad de hade råd med att försörja.

## 1990-talet, ekonomisk kris

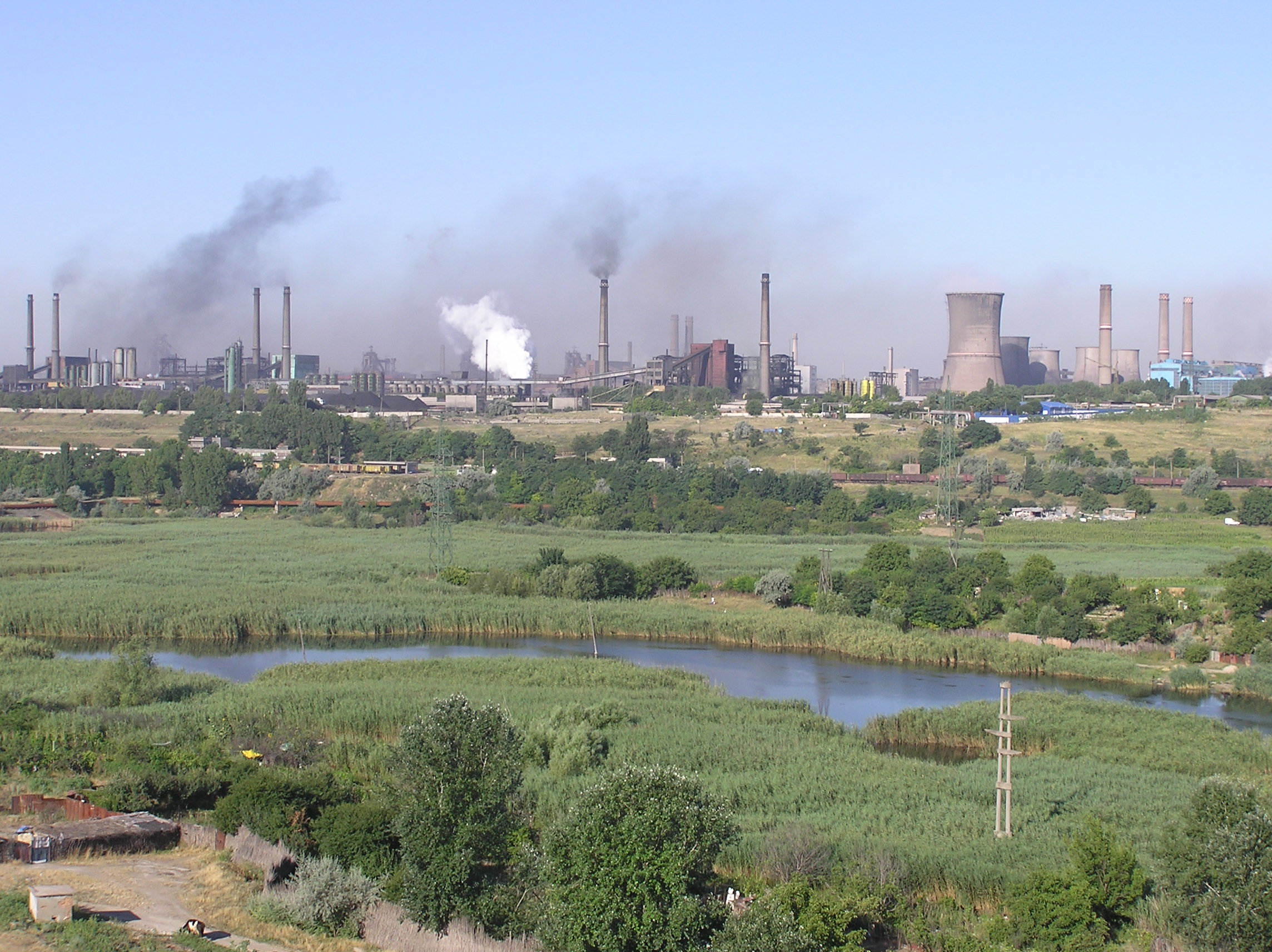
Gammal Industribas i Galati.

Den nya regimen sedan 1990 styrde om ekonomin mot marknadsekonomi för att anpassas utefter EU:s krav. De jugoslaviska krigen inverkade hårt på marknaden och belastade Rumänien. År 1990 genomfördes en jordreform då en tredjedel av landets mark privatiserades. År 1991 hade 50 procent av jordbruket privatiserats. Arbetet med att etablera privata företag hade gått framåt och statliga företag har blivit aktiebolag. Staten fick därmed mindre skatteintäkter och BNP minskade 1990 med -10 %, -15 % 1991 och -7,5 % 1992. En kupongprivatisering gick positivt. Det innebar att 30 % av den statsägda industrins kapital överfördes till privata aktiefonder och medborgare som var över 18 år fick ta del av dessa fonder.
Inflationen var i slutet av 1991 drygt 200 % på årbasis och 1992 var den 10 % per månad på grund av att fler pengar trycktes. En överblick visade att Rumäniens infrastruktur hade försämrats mycket sedan 1989 på grund av minskade offentliga investeringar. I städerna hade flera rapporterade fall av störningar för uppvärmning och vattentjänster kommit in.
Ekonomin nådde botten 1993-94.[källa behövs] Jordbruksproduktionen återhämtade sig under 1993 från torkan 1992 och en långsam och smärtsam process för omställning till en öppen ekonomi fortsatte under 1995. Under början av den andra halvan av 1990-talet började Rumänien få en marknadsanpassad ekonomi i samband med att en ny regering tog plats 1996. I Bukarest gjordes framsteg och inflationen minskades till 25 % 1995, från över 50 % 1994. Arbetslösheten minskade till 9 % i den privata sektorn. Rumänien hamnade mycket mera tillsammans med övriga Central- och Östeuropa i omstruktureringsprocessen av ekonomierna och började alltmer närma sig EU. Dock fanns det många åtgärder från rumänsk sida kvar.
I slutet av 1996 valdes det demokratiska partiet i Rumänien och regeringen lovade att påskynda ekonomiska reformer, omstruktureringar och att genomdriva privatiseringar, samt att införa skattemässig och monetär åtstramning, minska statens roll i ekonomin och öppna Rumänien för utländska investeringar. Det rumänska folket var starkt kritiska till Rumäniens socialdemokratiska parti där de flesta fd. kommunister från Ceausescus regim satt kvar. Förhoppningarna på den nya demokratiska regimen var stora.
Rumänska demokratiska konventet antog 100 nya lagar och företag fick rätt att köpa mark i Rumänien. Hälften av 2700 statligt ägda företag (varav 263 industrier) privatiserades. Den kraftiga privatiseringen gjorde att landets arbetslöhet kan fördubblats, den pekade på 12 % från tidigare 6,1 % i slutet av 1996. Våldsamma demonstrationer utbröt i Bukarest 1999 där flera tusen människor greps och skadades när de drabbade samman med säkerhetspolisen.

## 2000-talet: reformer, EU-medlemskap, ekonomisk boom och ny finanskris
Den genomsnittliga månadslönen i Rumänien år 2000 var fortfarande låg runt 900 kronor. År 2000 startade regeringen och EU tillsammans ett särskilt program för återuppbyggnad och utveckling av landets ekonomi kallat E/BRD. En ekonomisk framtoning och återhämtning förväntades i stort genom EU:s nya exportmarknader. 
I november 2000 röstades redan demokratiska partiet bort och socialdemokratiska partiet gick till valet att stävja arbetslöheten och segrade. Det näst största partiet blev Nationalisterna (ett nynazistiskt parti). 
Perioden från oktober 2001 fram till mars 2003 gav en viktig möjlighet för privatisering, minskning av underskottet och stävjande av inflationen. Det nya IMF Standby-avtalet, som undertecknades 2001, ledde till de makroekonomiska vinster och öppnade landet för utländska investeringar. Företagande blev allt lönsammare. Rumänien avslutade IMF-avtalet med vinst. År 2004 kunde samma regering sitta kvar och reformerna fortsatte på högvarv. IMF erbjöd ett nytt avtal för 2004 på ett nytt lån. Dock drog sig de rumänska myndigheterna tillbaka från IMF och hoppades istället på EU:s exportmarknader. Rumäniens export ökade samtidigt som importen ökade, och BNP-tillväxten tog fart. 
Enligt avtalet så lade EU:s EBR/D och Världsbanken in över 175 miljoner kronor i bistånd till regeringens reformer 2000-2003. Den rumänska regeringen antog nya lagar som gav lokala myndigheter finansiell hjälp med decentralisering av administration och finansiering av över 440 barnhem/sjukhus i landet. För att den reformen skulle lyckas blev man tvungen att stoppa alla internationella adoptioner, 50,000 barn hade adopterats på 1990-talet.
Demokratiska partiet hade omformat barnsjukhus och internatskolor till barnhem och antal barn som bodde på barnhem steg från 33 356 till 57 181 barn. (Eller 74,000 fördelade på drygt 440 barnhem) År 2001 mottog Rumänien klagomål från EU, som ansåg att adoptionerna urartat handel med barn. År 2004 trädde lagen i kraft som stoppar adoptionerna. Reformerna av omhändertagande-systemet och ekonomin var ett av kraven för att få EU-medlemskap. Förändringarna gjorde det möjligt för lokala myndigheter att stänga barnhem och skydda barn i behov av lämpliga placeringar i mindre boenden och nya familjer.

### EU-medlemskap

Rumänien anslöt sig till Europeiska unionen 1 januari 2007. Reformerna hade lyckats till över 50 %. EU uttryckte dock tvivel ett år efter medlemskapet över att regeringen inte tillräckligt snabbt har lyckats motverka korruption och ekonomisk brottslighet på hög nivå och gav Rumänien gult kort. Vissa säger att 2007 var "Rumäniens guldår" sedan kommunism då hela landet hade en ekonomisk boom. Socialdemokraterna hade fått ner arbetslösheten igen efter Rumänska demokratiska konventet ned till 4,0 % . Antal barn som bor på barnhem hade skett mer än en hel halvering.[källa behövs]
EU-medlemskapet påverkade Rumänien de första åren negativt då landets handel var totalt beroende av EU:s marknad som kollapsade under finanskrisen. Rumäniens ekonomi blev därför en av de hårdast drabbade. Länder utanför EU i Europa klarade sig bättre. Landets handelsunderskott minskade med mer än 60 procent under de 2 första kvartalen av 2009 och företagskonkurser och ökad arbetslöshet minskade konsumtionen. Reformverksamheten avstannade helt liksom den ekonomiska tillväxten.
Börsen i Bukarest var bland de värst drabbade i världen och föll med 69,8 % under 2008.
Rumänien tvingades i maj 2009 att ta ny kontakt med IMF för ett lån på 20 miljarder dollar, 24-månaders standby-avtal med IMF för att dämpa effekterna av krisen och stärka det sociala skyddsnätet. Bankernas situation var dock relativt stabil, de var enade i en gemensam ekonomisk plan och regeringen skulle kunna ingripa direkt om det skulle uppstå problem.

### Regeringskris

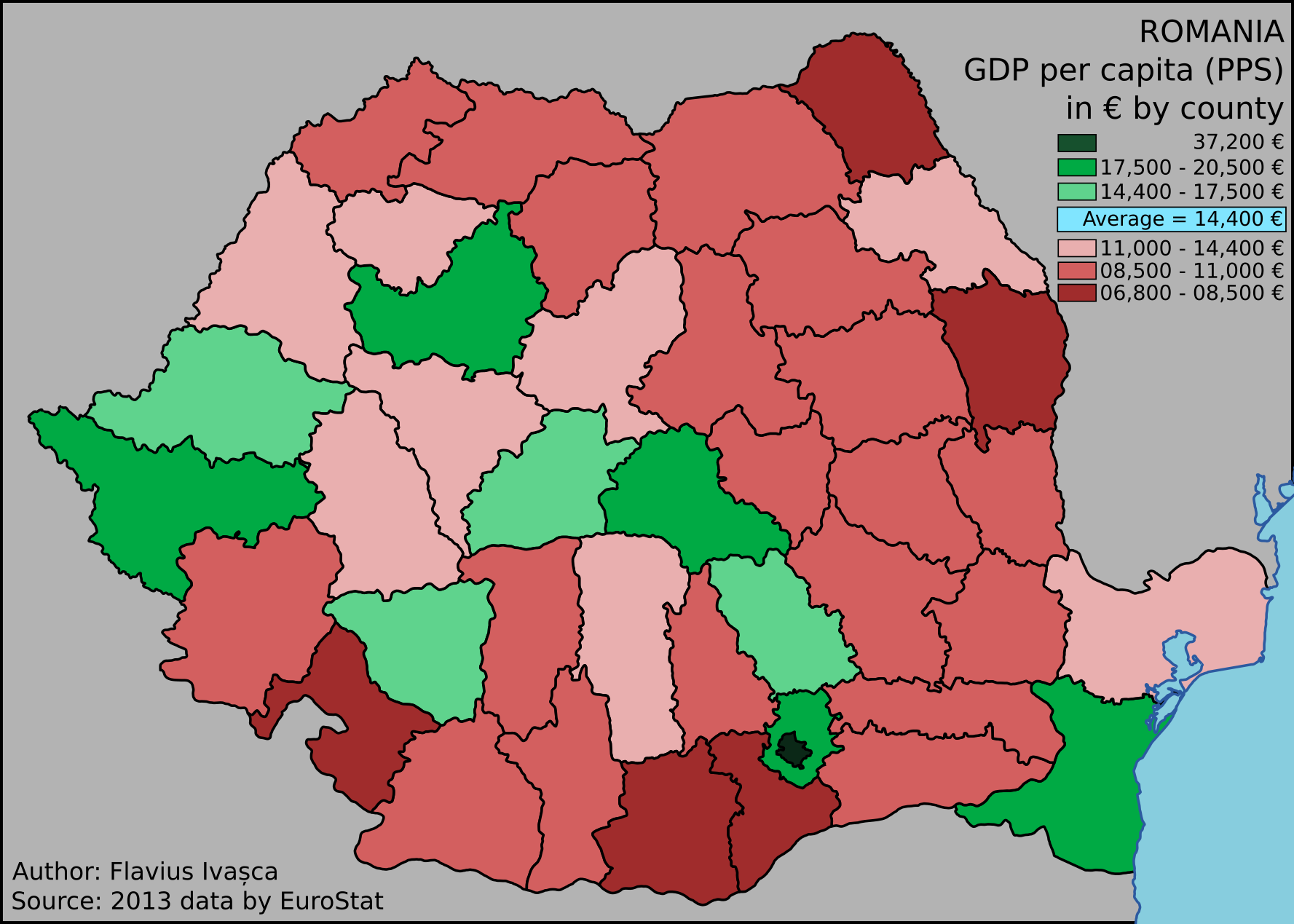
Rumäniens BNP i olika delar av landet.

Köpkraften per capita var 46 procent av genomsnittet i EU år 2009 och lönerna föll med 10 % i december 2009. För att kunna verka utlåningarna från IMF var kraven på regeringen, som hade förstärkts av ett samarbete med det liberala partiet, att frysa lönerna och reformera hela pensionssystemet. Det ledde till att 20 000 rumäner demonstrerade utanför regeringsbyggnaden. Lönerna var då för statligt anställda mellan 200 och 300 euro. Koalitionsregeringen föll, och under 2 månader stod Rumänien utan regering. Valresultatet i december 2009 blev jämnt, Traian Basescu segrade med 1,4 %. Presidenten utlovade reformer inom utbildning, sjukvård och modernisering av landsbygden, där 40 procent av landets befolkning bor. Men på grund av regeringskrisen avbröts IMF-avtalet, de utlovade krediterna lånades inte ut i Rumäniens budget. Istället blev regeringen tvungen att låna pengar internt. Under 2009 föll BNP med 8,5 %. Rumänien hade fått ett utlovat lån men oenighet rådde med IMF som hade uppmärksammat att regeringen inte vidtagit åtgärder för att anpassa de offentliga utgifterna och inte tagit hänsyn till överenskommelsen med IMF, så skulle statsskuld registreras på 62 procent av BNP 2012, stadsskulden stod under de 2 första kvartalen 2010 på 30 procent av BNP. Kraven omfattar en plan med att skära bort den offentliga sektorns löner med en fjärdedel och 15 procents nedskärning av pensioner och arbetslöshetsersättning, för att få en minskad statsskuld.
I början av 3:e kvartalet meddelade dock IMF att framsteg gjorts och förskjutningen av det 20 miljarder lånet snart kan vänta och alla summor skulle vara utbetalda före 2013. Rumänien spåddes en bättre framtid i IMF:s senaste "World economic report". De långsiktiga målen är att, när ekonomin är stabiliserad, få medlemskap i EMU för att kunna införa valutan euro 2014. Från och med 2013 har den ekonomiska tillväxten tagit fart och under åren 2015-2017 var den 3.9%, 4.8% respektive 5.5%.
Det skedde också ändringar i regeringen och Klaus Johannis valdes till president. Under 2015 var den registrerade arbetslösheten 6,3 % och 2016 (senaste uppgift) en förändring med endast 1 liten tiondel (6,4). Men valutan euro har fått vänta. Pensionssystemet blev ändrat och gick igenom. Det innebar att arbetande går i pension senare (63 för kvinnor och 65 för män, men undantag för förtidspensionerna, år 2000 var den 52 för kvinnor så kvinnor är vanligtvis 11 år längre i arbeten och män 8 år längre i arbeten eftersom den var 57 för män år 2000). Privata pensionernas fonder steg med 30 procent. År 2017 hade Rumänien PPS justerad BNP per capita på 24 000 USD/år. Målsättningen för att införa euro som valuta sattes till 1 januari 2019 men regeringen har senare meddelat att det inte är ett realistiskt mål längre.